# Жан Беліво
Жан Артур Беліво (фр. Jean Arthur Béliveau; народ. 31 серпня 1931, Труа-Рів'єр, провінція Квебек, Канада — 2 грудня 2014) — канадський хокеїст, один з найвидатніших хокеїстів клубу НХЛ «Монреаль Канадієнс», за всю його історію.

## Ігрова кар'єра
Виступав за Монреаль Канадієнс з 1953 по 1971 роки. Зіграв 1125 матчів, забив 507 шайб і зробив 712 результативних передач. Через свій зріст 191 см був прозваний «Великий Білл» (Le Gros Bill). Жан Беліво є тим хокеїстом, при згадці імені якого всім приходить порівняння з Монреалем. Беліво грав під час піку Монреаль Канадієнс, у складі якого 10 разів, як і Іван Курнуає, вигравав Кубок Стенлі. Багато фахівців захоплювалися грою Беліво, при такому не «хокейному» зрості, особливо при амплуа нападника, добре володів коньками і ключкою. Беліво змінив на посту капітана команди Моріса Рішара. В 60-ті Монреаль Канадієнс частіше за інших вигравав Кубок Стенлі. Боббі Галл у своїй книзі «Моя гра хокей» після поразки своєї команди Чикаго Блекгокс у фіналі Кубка Стенлі пише про гру Беліво:

Я дивувався грі Жана. При такому його зрості у всіх складалося враження, що він бачить все зверху, хто на якій позиції, кому краще віддати пас. Стен Микита, володіючи хорошою технікою, не завжди міг обіграти його

У 1971 Жан Беліво пішов з хокею, але не з Монреаль Канадієнс. Йому було запропоновано залишитися в керівництві, при перебуванні Беліво на цій посаді Канадієнс ще 7 разів вигравали Кубок Стенлі. У 1981 році, Жан Беліво входить до складу комітету, який приймає рішення про включення гравців до Зали хокейної слави. Також Беліво і Курнуайе були представниками Монреаль Канадієнс. Беліво було запропоновано зайнятися і політичною кар'єрою, на посаді генерал-губернатора, але Жан відмовився від кар'єри, за сімейними обставинами.

## Статистика
| 1947–48    | Victoriaville Tigres | QJHL       | 42   | 46  | 21  | 67   | —    | —   | —  | —  | —   | —   |
| 1948–49    | Victoriaville Tigres | QJHL       | 42   | 48  | 27  | 75   | 54   | 4   | 4  | 2  | 6   | 2   |
| 1949–50    | Квебек Сітаделлс     | QJHL       | 35   | 36  | 44  | 80   | 47   | 14  | 22 | 9  | 31  | 15  |
| 1950–51    | Квебек Сітаделлс     | QJHL       | 46   | 61  | 63  | 124  | 120  | 22  | 23 | 31 | 54  | 76  |
| 1950–51    | Квебек Ейсес         | QMHL       | 1    | 2   | 1   | 3    | 0    | —   | —  | —  | —   | —   |
| 1950–51    | Монреаль Канадієнс   | НХЛ        | 2    | 1   | 1   | 2    | 0    | —   | —  | —  | —   | —   |
| 1951–52    | Квебек Ейсес         | QMHL       | 59   | 45  | 38  | 83   | 88   | 15  | 14 | 10 | 24  | 14  |
| 1952–53    | Квебек Ейсес         | QMHL       | 57   | 50  | 39  | 89   | 59   | 19  | 14 | 15 | 29  | 25  |
| 1952–53    | Монреаль Канадієнс   | НХЛ        | 3    | 5   | 0   | 5    | 0    | —   | —  | —  | —   | —   |
| 1953–54    | Монреаль Канадієнс   | НХЛ        | 44   | 13  | 21  | 34   | 22   | 10  | 2  | 8  | 10  | 4   |
| 1954–55    | Монреаль Канадієнс   | НХЛ        | 70   | 37  | 36  | 73   | 58   | 12  | 6  | 7  | 13  | 18  |
| 1955–56    | Монреаль Канадієнс   | НХЛ        | 70   | 47  | 41  | 88   | 143  | 10  | 12 | 7  | 19  | 22  |
| 1956–57    | Монреаль Канадієнс   | НХЛ        | 69   | 33  | 51  | 84   | 105  | 10  | 6  | 6  | 12  | 15  |
| 1957–58    | Монреаль Канадієнс   | НХЛ        | 55   | 27  | 32  | 59   | 93   | 10  | 4  | 8  | 12  | 10  |
| 1958–59    | Монреаль Канадієнс   | НХЛ        | 64   | 45  | 46  | 91   | 67   | 3   | 1  | 4  | 5   | 4   |
| 1959–60    | Монреаль Канадієнс   | НХЛ        | 60   | 34  | 40  | 74   | 57   | 8   | 5  | 2  | 7   | 6   |
| 1960–61    | Монреаль Канадієнс   | НХЛ        | 69   | 32  | 58  | 90   | 57   | 6   | 0  | 5  | 5   | 0   |
| 1961–62    | Монреаль Канадієнс   | НХЛ        | 43   | 18  | 23  | 41   | 36   | 6   | 2  | 1  | 3   | 4   |
| 1962–63    | Монреаль Канадієнс   | НХЛ        | 69   | 18  | 49  | 67   | 68   | 5   | 2  | 1  | 3   | 2   |
| 1963–64    | Монреаль Канадієнс   | НХЛ        | 68   | 28  | 50  | 78   | 42   | 5   | 2  | 0  | 2   | 18  |
| 1964–65    | Монреаль Канадієнс   | НХЛ        | 58   | 20  | 23  | 43   | 76   | 13  | 8  | 8  | 16  | 34  |
| 1965–66    | Монреаль Канадієнс   | НХЛ        | 67   | 29  | 48  | 77   | 50   | 10  | 5  | 5  | 10  | 6   |
| 1966–67    | Монреаль Канадієнс   | НХЛ        | 53   | 12  | 26  | 38   | 22   | 10  | 6  | 5  | 11  | 26  |
| 1967–68    | Монреаль Канадієнс   | НХЛ        | 59   | 31  | 37  | 68   | 28   | 10  | 7  | 4  | 11  | 6   |
| 1968–69    | Монреаль Канадієнс   | НХЛ        | 69   | 33  | 49  | 82   | 55   | 14  | 5  | 10 | 15  | 8   |
| 1969–70    | Монреаль Канадієнс   | НХЛ        | 63   | 19  | 30  | 49   | 10   | —   | —  | —  | —   | —   |
| 1970–71    | Монреаль Канадієнс   | НХЛ        | 70   | 25  | 51  | 76   | 40   | 20  | 6  | 16 | 22  | 28  |
| НХЛ Всього | НХЛ Всього           | НХЛ Всього | 1125 | 507 | 712 | 1219 | 1029 | 162 | 79 | 97 | 176 | 211 |

## Нагороди та досягнення
- Володар Кубка Стенлі — 10 раз.
- Володар Гарт Трофі — 1956, 1964.
- Володар Конн Смайт Трофі — 1965.
- Володар Арт Росс Трофі — 1956.
- 10 разів брав участь у Матчі всіх зірок НХЛ.
- У 1998 році посів 7 місце у списку 100 найкращих гравців за всю історію НХЛ.